# Мухитдинов, Наштай Мухитдинович
Мухитдинов Наштай Мухитдинович (30 августа 1941) — учёный ботаник, доктор биологических наук, профессор кафедры биоразнообразия и биоресурсов, факультета биологии и биотехнологии, КазНУ им. Аль-Фараби, академик естественных наук НАН РК. «Почетный работник образования РК».

## Биография
Мухитдинов Наштай Мухитдинович родился 30 августа 1941 года в с. Караспан Южно-Казахстанской области. В 1948 году он пошел в первый класс семилетней школы совхоза имени Джамбула Арысского района Чимкентской области и в 1955 году успешно закончил 7 классов. Далее обучение пришлось продолжить в средней школе совхоза Коксарай Шаульдерского района. После окончания школы поступил на курсы бухгалтеров в городе Чимкенте, в 1960 закончил и работал бухгалтером в совхозе имени Джамбула Арысского района. В 1961 году поступил на 1 курс биологического факультета Казахского государственного университета имени С. М. Кирова, а в 1963 году перевелся на вечернее отделение и одновременно работал лаборантом. В эти годы под руководством академика И. О. Байтулина, который в дальнейшем оказал огромнейшее влияние на формирование научного мировоззрения своего ученика, Мухитдинов Н.М. приступил к выполнению своей первой научной работы по ризологии. В 1966 г. закончил биологический факультет КазГУ им. С. М. Кирова по специальности «Ботаника». В 1970 г. успешно защитил кандидатскую диссертацию на тему «Корневая система растений на солонцах и солонцеватых почвах Актюбинской области». В 1996 году защитил докторскую диссертацию на тему «Эколого-морфологические особенности корневой системы растений».

## Трудовая деятельность
1963 г. — работал лаборантом.
1966 г. — закончил биологический факультет КазГУ по специальности «Ботаника».
1970 г. — защитил кандидатскую диссертацию по теме: «Корневая система растений на солонцах и солонцеватых почвах Актюбинской области», работает ассистентом, старшим преподавателем
1977 г. — присвоено ученое звание доцент.
1980—1983 гг. — заместитель декана биологического факультета.
1983—1988 гг. — заместитель проректора по научно-исследовательской работе КазГУ им. Кирова
1989—2005 гг. — заведующий кафедрой ботаники.
1995 г. — присвоено звание профессор.
1995—2000 гг. — декан биологического факультета.
1995 г. — член редколлегии журнала «Поиск»
1996 г. — защитил докторскую диссертацию по теме: «Эколого-морфологические особенности корневой системы растений».
1996 г. — председатель научно-методического совета Министерства образования по биологии.
1998—2000 гг. — член экспертного Совета ВАК по биологическим наукам.
1996—2000 г. — научный редактор журнала «Вестник КазГУ. Серия биологическая».
1999 г. — член диссертационного совета по экологии.
1999 г. — член НТС в Министерстве науки и образования.
2000 г. — член редколлегии журнала «Вестник КазГУ. Серия экологическая».
2000—2003 гг. — председатель экспертного совета по биологическим наукам ВАК РК.
C 2005 г. — профессор кафедры ботаники, затем ботаники и экологии и биоразнообразия и биоресурсов КазНУ им.аль-Фараби.
С 2006 г. по настоящее время — председатель Дисциплинарной комиссии биологического факультета.
С 2008 г. — член Дисциплинарной комиссии КазНУ им. аль-Фараби.

## Научная деятельность
Н. М. Мухитдинов является автором 240 научных работ, в том числе один учебник в соавторстве с Бегеновым А. Б. и Айдосовой С. С., две монографии и 7 учебных пособий. Н. М. Мухитдинов неоднократно выступал с докладами о результатах научных исследований на международных конференциях (в Австрии (1991), во Франции (1997), Казани (2004), Ташкенте (2004), Киеве (2009), Москве (2011), Санкт-Петербурге (2006, 2011).
Учебник, монографии
```
1. «Өсімдіктер морфологиясы мен анатомиясы» (Респ. изд. кабинет, Алматы, 1993—340 с. издательство «Қазақ университеті» 2001, 279 с.
```

```
2. «Экологоморфологические особенности корневой системы растений солонцов и солонцеватых почв» (изд.-во КазГУ, Алматы, 1996—200 с.)
```

```
3. Семей полигоны аймағы өсімдіктерінің морфо-анатомиялық ерекшеліктері (в соавторстве с Айдосовой С. С. и Дурмекбаевой Ш. Н., Алматы, 2002, 140 с.)
```

Учебные пособий:
1. Геоботаника негіздері Ғылым баспасы, Алматы, 1992. — 195 б.
2. «Өсімдіктер морфологиясы мен анатомиясы» (Респ. изд. кабинет, Алматы, 1993—340 с. издательство «Қазақ университеті» 2001, 279 с.
3. «Ботаника терминдерінің қысқаша орысша-қазақша сөздігі» (Респ.баспа каб., Алматы, 1996 — 47 б.).
4. «Табиғат жағдайында өткізілетін өсімдіктану практикасы» (Алматы, 1996 — 49 б.).
5. «Лекараственные растения» (2002 в соавторстве с Паршиной Г. Н., 313 с.).
6. "Биогеоценология негіздері (2007, Алматы — 141 б.).
7. «Қазақстан биоресурстары» (2009, Алматы , 296 б.).
Научные статьи
1. The Morphstructure the Subteranen organs of Plants of the Zailisky Alatau Middlands // Междунар. симпоз. по ризологии.-Вена, 1991.-Р. 143
2. Peculiarities plants anatomical structure of «Semey.» testing coround // Program and Abstract XY National congress "With International Participation)) Ankara University Sept. 5-9, 2000. — Ankara, 2000. — P. И / Co-author Aidossova S., Durmekbaeva Sh.
3.Galium verum L. өciмдігі радиациялық ластанудын биоиндикаторы // «Изучение растительного мира Казах¬стана и его охрана»: Материалы 1-й молодёжной ботанической конф. Алматы, 1-2 марта 2001 г. — Алматы, 2001. -С.136 — 139 / Соавт.: Дурмекбаева Ш. Н., Айдосова С. С.
4.The states of coenopopulations of endemic, relict and rare species of plant Limonium michelsonii and their protection // World Applied Sciences Journal, 2013. — № 26(7). — Р.934-940. / Соавт.: Ydyrys A. Ametov A., Tynybekov B., Akhmetova A., Abidkulova K.
5. Assessment of the Current Status of Populations of Kazakh Rare Plants (Berberis iliensis M. Pop.) // World Applied Sciences Journal: IDOSI Publications, 2014. — 30 (1). — P. 105—109. / Соавт.: Begenov Almahan, Ametov Aabibulla, Nazarbekova Saltanat, Kuatbayev Ashat, Tynybekov Bekzat, Abidkulova Karime and Ydyrys Alibek.
6. Anatomical indicators of the leaf structure of Ferula iliensis, growing in the eastern part of Zailiyskiy Alatau (Big Boguty Mountains) // Pak. J. Bot., 2015. — Vol. 47(2). — 511—515. / Соавт.: Akhmetova Aigul, Ydyrys Alibek.
7. Экологическое воздействие промышленных выбросов на химический состав, состояние и структуру популяций видов Sedum L., произрастающих в г. Алматы // Вестник КазНУ. Сер.экол. — Алматы: Қазақ университеті, 2015. — № 1/1(43). — С. 148—153. / Соавт.: Корулькин Д. Ю., Музычкина Р. А., Курбатова Н. В., Абидкулова К. Т.
8. The number and the age structure of rare endemic species cenopopulation Lonicera iliensis Pojark // Life Sciences Journal: 2014. — 11 (6s). — P. 459—460. / Соавт.: Lazzat Naushabaevna Karasholakova and Meruert Sakenovna Kurmanbaeva.
9. Оценка генетического полиморфизма популяции Berberis iliensis Или-Балхашского региона Казахстана // Доклады НАН РК, Биология. — № 1. -Алматы. −2012. — С..59-64. / Джолдыбаева Б. С., Алтыбаева Н. А., Аимбетова Р. С.Ю Смайлов Б. Б., Бисенбаева А. К.
10. Семейственный спектр флоры пустынь Иле-Балхашского региона. // Материалы научной конференции с международным участием «Каразинские естественнонаучные студии», Харьков — 2011, С.115-117 / Соавт.: Нестерова С. Г., Инелова З. А., Чилдибаева А. Ж.

## Награды и звания
- Награждён грамотой Верховного Совета КазССР (1984 г)
- Награждён медалью Верховного Совета СССР «За трудовое отличие» (1986 г)
- Доктор биологических наук (1996)
- Профессор (1997)
- Знак «Почетный работник образования Республики Казахстан» (2009 г)
- Обладатель звания «Лучший преподаватель ВУЗА» (2012 г)
- Академик естественных наук НАН РК
- Почетный член Национальной Академии Республики Казахстан (2013 г)
- Медаль «Ветеран труда»